# Armenia Balducci
Armenia Balducci, nota anche con lo pseudonimo di Bella Visconti (Roma, 4 luglio 1937 – Roma, 29 luglio 2022), è stata una sceneggiatrice, attrice e regista italiana.

## Biografia
Fu per molti anni compagna di Gian Maria Volonté e come sceneggiatrice lavorò con il regista Giuseppe Ferrara.

## Filmografia

### Attrice
- Un giorno in pretura, regia di Steno (1953)
- Anni facili, regia di Luigi Zampa (1953)
- Questa è la vita, registi vari – episodio "La patente" (1954)
- L'arte di arrangiarsi, regia di Luigi Zampa (1955)
- Ragazze d'oggi, regia di Luigi Zampa (1955)
- Tempo di villeggiatura, regia di Antonio Racioppi (1956)
- Sacco e Vanzetti, regia di Giuliano Montaldo (1971)

### Regista
- Amo non amo (1979)
- Stark System (1980)
- La rivincita (2002)

### Sceneggiatrice
- Amo non amo, regia di Armenia Balducci (1979)
- Stark System, regia di Armenia Balducci (1980)
- Il caso Moro, regia di Giuseppe Ferrara (1986)
- Narcos, regia di Giuseppe Ferrara (1992)
- Giovanni Falcone, regia di Giuseppe Ferrara (1993)
- I banchieri di Dio - Il caso Calvi, regia di Giuseppe Ferrara (2002)